# 渣打銀行（香港）

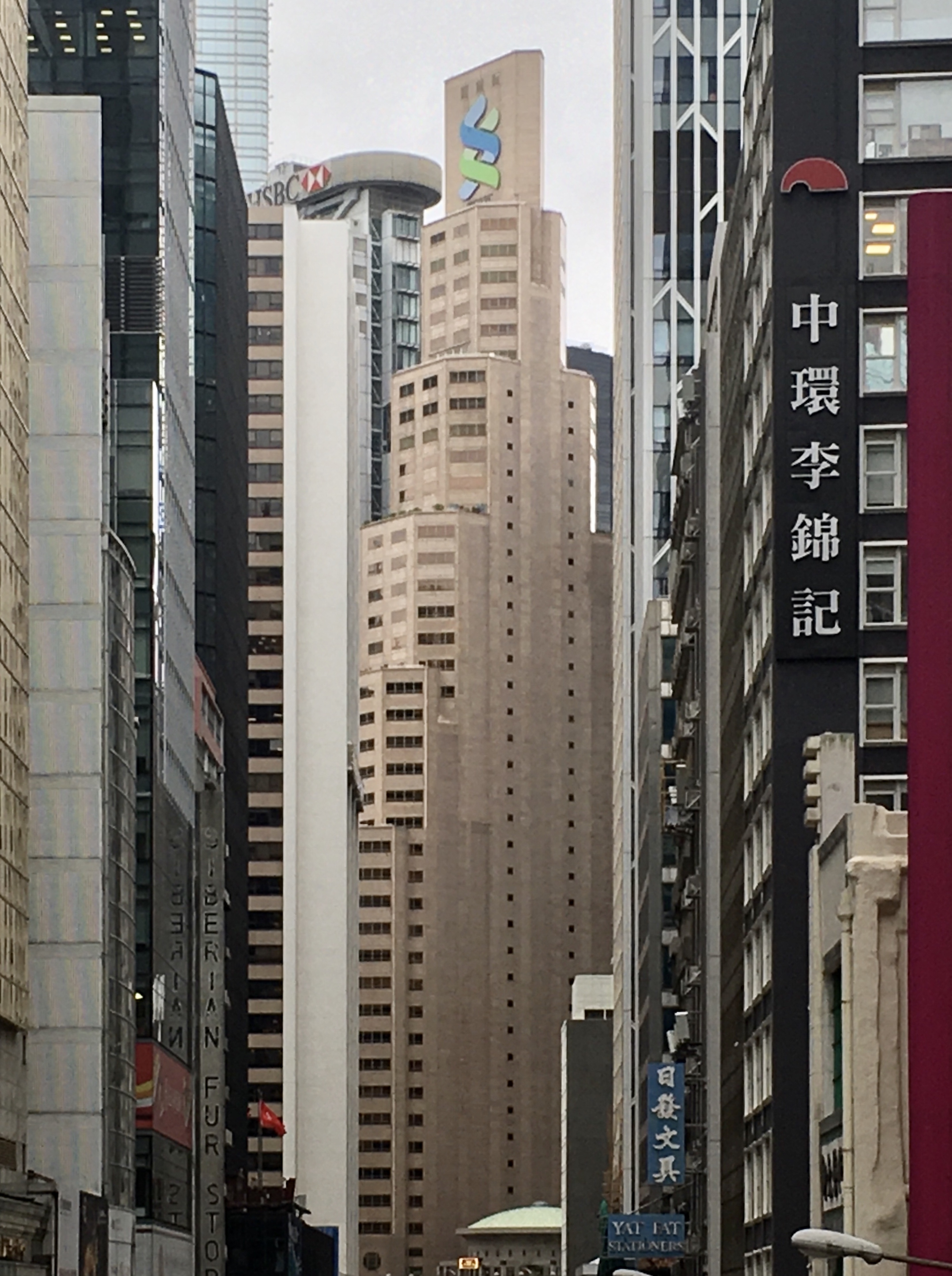
中環渣打銀行大廈

渣打銀行（香港）有限公司（英語：Standard Chartered Bank (Hong Kong) Limited）是在香港註冊的商業銀行，香港銀行公會三間輪任主席銀行及港元三大發鈔銀行之一（另外兩家是香港上海滙豐銀行和中國銀行（香港）），也是香港四大銀行之一。現任行政總裁為禤惠儀，由2017年3月起接任。香港是渣打集團最大的市場，渣打銀行（香港）之個人銀行服務提供了全面化之產品與服務，包括信用卡、私人貸款、按揭、存款及財富管理。
渣打集團（渣打香港母公司）於倫敦及香港之交易所皆有上市，並且名列富時100指數頭25間公司（以市值計算）之一。倫敦交易所上市代號為STAN；港交所上市編號則為2888。
渣打銀行（香港）截至2020年12月31日總資產高達24567.89億港元，其中香港佔12869.64億港元，韓國佔5366.71億港元，中國佔3243.15億港元，台灣佔1797.62億港元，客戶存款17367.29億港元，客戶墊款10916.56億港元。
渣打銀行（香港）總部設於中環德輔道中4-4A渣打銀行大廈32樓，但渣打銀行大廈已於1992年出售予恆隆集團，目前渣打銀行（香港）主要營運中心位於觀塘創紀之城一期的渣打中心。

## 歷史
1859年，印度新金山中國渣打銀行開始於香港開展業務。
1862年，印度新金山中國渣打銀行開始在香港發行港元鈔票。
1969年，印度新金山中國渣打銀行和标准银行合并为如今的渣打银行。
1985年2月，渣打銀行的英文名由「The Chartered Bank」改為「Standard Chartered Bank」，與控股公司看齊。
2000年，渣打銀行收購美國大通銀行之香港零售銀行業務，包括Chase Manhattan信用卡及與商業二台推出之聯營卡Manhattan id信用卡。
2003年12月12日，渣打（香港）有限公司於香港註冊成立，2004年2月4日更名為渣打銀行（香港）有限公司。2004年7月1日，渣打銀行香港分行、「Manhattan Card Company Limited」、渣打財務（香港）有限公司、「Standard Chartered International Trade Products Limited」（渣打國際貿易產品有限公司）及「Chartered Capital Corporation Limited」之業務注入完全歸納入於香港註冊之渣打銀行（香港）有限公司旗下。立法會亦已修訂《法定貨幣紙幣發行條例》，將渣打銀行之發鈔權轉移至渣打銀行（香港）。由於這個原因，2005年1月1日起渣打銀行不再發行港元鈔票（香港上海滙豐銀行及中國銀行（香港）仍繼續發行鈔票），直至2010年1月1日發行新版鈔票為止。
2005年7月，渣打銀行（香港）宣佈與香港迪士尼樂園簽訂為期五年的合作協議，成為樂園之指定銀行。香港迪士尼樂園開幕後，渣打銀行（香港）在園內設置七部銀通櫃員機，向遊客提供銀行服務。
香港各銀行由2006年開始實施五天結算，渣打銀行（香港）反而該年9月起全線分行提供星期六至日全日服務（包括櫃檯服務）。
2007年7月，香港金融管理局宣佈外國政府不得持有香港發鈔銀行股權逾20%的限制；渣打銀行（香港）行政總裁蘇利民表示，香港各銀行對相關措施均表接受，並認為措施無礙銀行經營業務，並認為事件對渣打未來引入海外投資者並無影響。
2014年12月，渣打銀行向中旅金融控股、澳洲金融機構Pepper Australia及美資對沖基金York資本合組財團出售安信信貸及深圳安信小額貸款公司。
2015年1月，渣打銀行結束全球股票業務，裁員約200人。
2015年9月，渣打銀行向宏利金融出售強積金業務。根據2015年6月的市場統計，渣打強積金的市佔率為2.6%。
2015年10月26日，渣打銀行由於需要作出調整業務，宣佈終止結構性產品以供於聯交所上市業務。
2022年1月，渣打銀行收購加拿大皇家銀行旗下的加皇信託香港有限公司。加皇信託香港是新鴻基地產強積金僱主營辦計劃的強積金受託人。

## 管理層

### 區域行政總裁
1. 南凱英（Kaikhushru Nargolwala，2004年7月1日－2007年12月31日，亞洲區行政總裁）
2. 白承睿（Jaspal Singh Bindra，2008年2月13日－2015年6月30日，亞洲區行政總裁）
3. 洪丕正（2014年4月1日－2020年12月31日，大中華及北亞地區行政總裁）
4. 洪丕正（2021年1月1日－2024年3月31日，亞洲區行政總裁）
5. 洪丕正（2024年4月1日－2024年7月31日，大中華及北亞地區行政總裁）
6. 禤惠儀（2024年8月1日至今，大中華及北亞地區行政總裁）

### 香港行政總裁
1. 王冬勝（2004年7月1日－2004年11月19日）
2. 蘇利民（Peter David Sullivan，2004年11月19日－2007年12月31日）
3. 洪丕正（2008年1月1日－2014年6月30日）
4. 陳秀梅（2014年7月1日－2017年2月28日）
5. 禤惠儀（2017年3月1日至今）

### 香港財務總監
1. 馮隆春（2004年7月1日－2010年5月）
2. 華實廉（Saleem Razvi，2010年5月－2012年4月）
3. 林傅聰（2012年4月－2017年4月）
4. 侯綺雯（2017年4月－2024年7月）
5. 高維德（Gaurav Bagga，2024年7月至今）

## 旗下公司
- 渣打國際商業銀行
- 渣打銀行（中國）
- Mox（68.291% 股份）
- 渤海銀行（16.26% 股份）
- Manhattan Card

## 爭議事件

### 渣打國泰信用卡集體盜刷事件
渣打銀行國泰信用卡於2022年12月被集體盜刷，客戶多被小額簽帳同日內連續盜刷多筆交易，集體盜刷發生後，銀行人工客服電話被指等待一小時以上都無人接聽。
事後渣打銀行並無公開此事件原因，但表示已經聯絡渣打銀行信用卡被盜刷的客戶，渣打銀行證實是此次集體盜刷的簽帳，客戶無需支付該盜刷款項，渣打也對被盜刷信用卡之客戶進行了換卡處理。
此事件是香港首個信用卡被大規模集體盜刷事件，該事件也使客戶對渣打銀行的信用卡保安機制出現擔憂。

### 渣打信用卡個別盜刷事件
在渣打國泰信用卡集體盜刷事件發生僅數月後，再有傳媒報導渣打信用卡出現個別盜刷事件，惟個別盜刷事件之簽帳款項，渣打銀行表示需由客戶自行承擔。

## 圖集

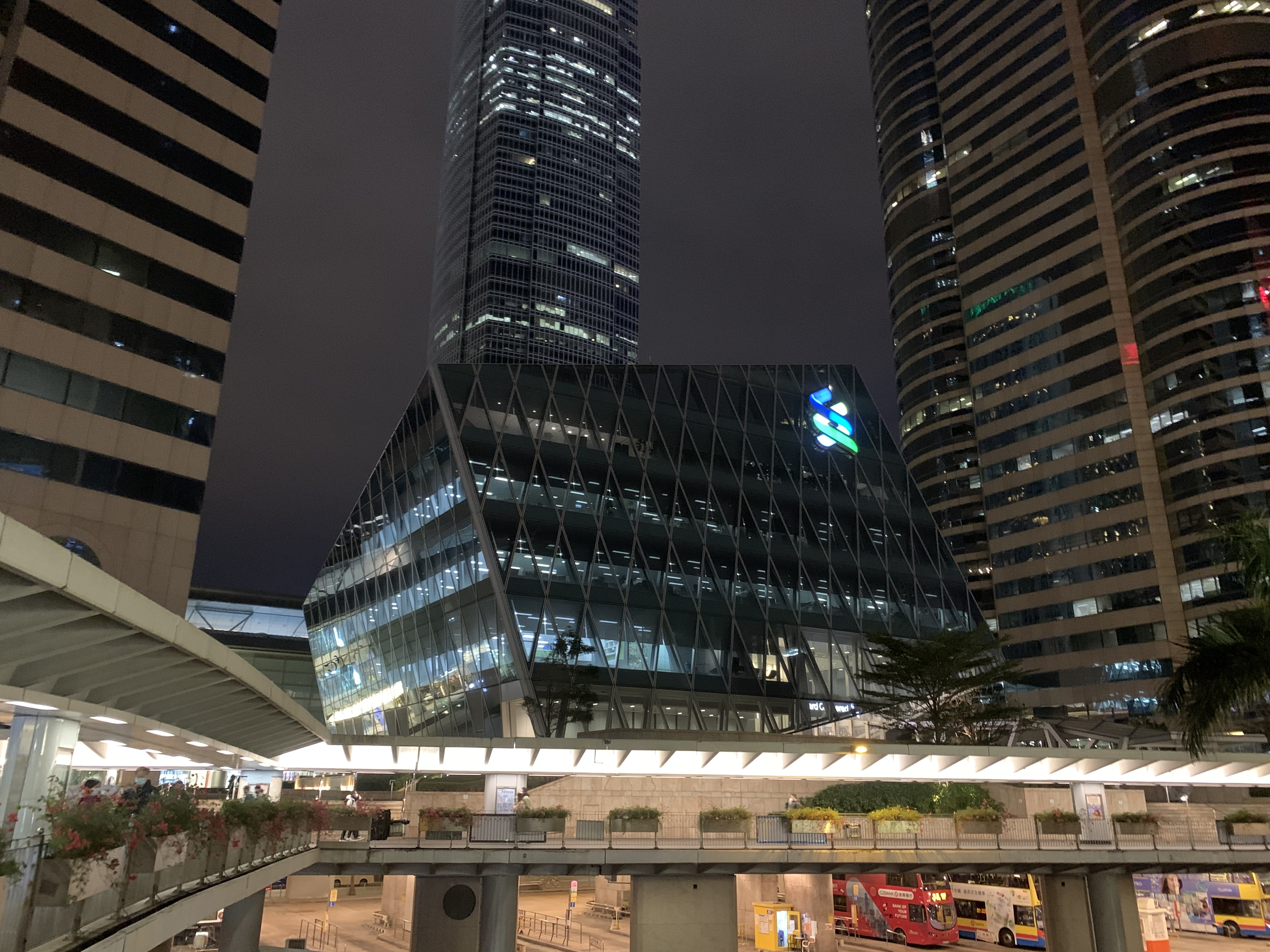
渣打银行（香港）交易广场分行
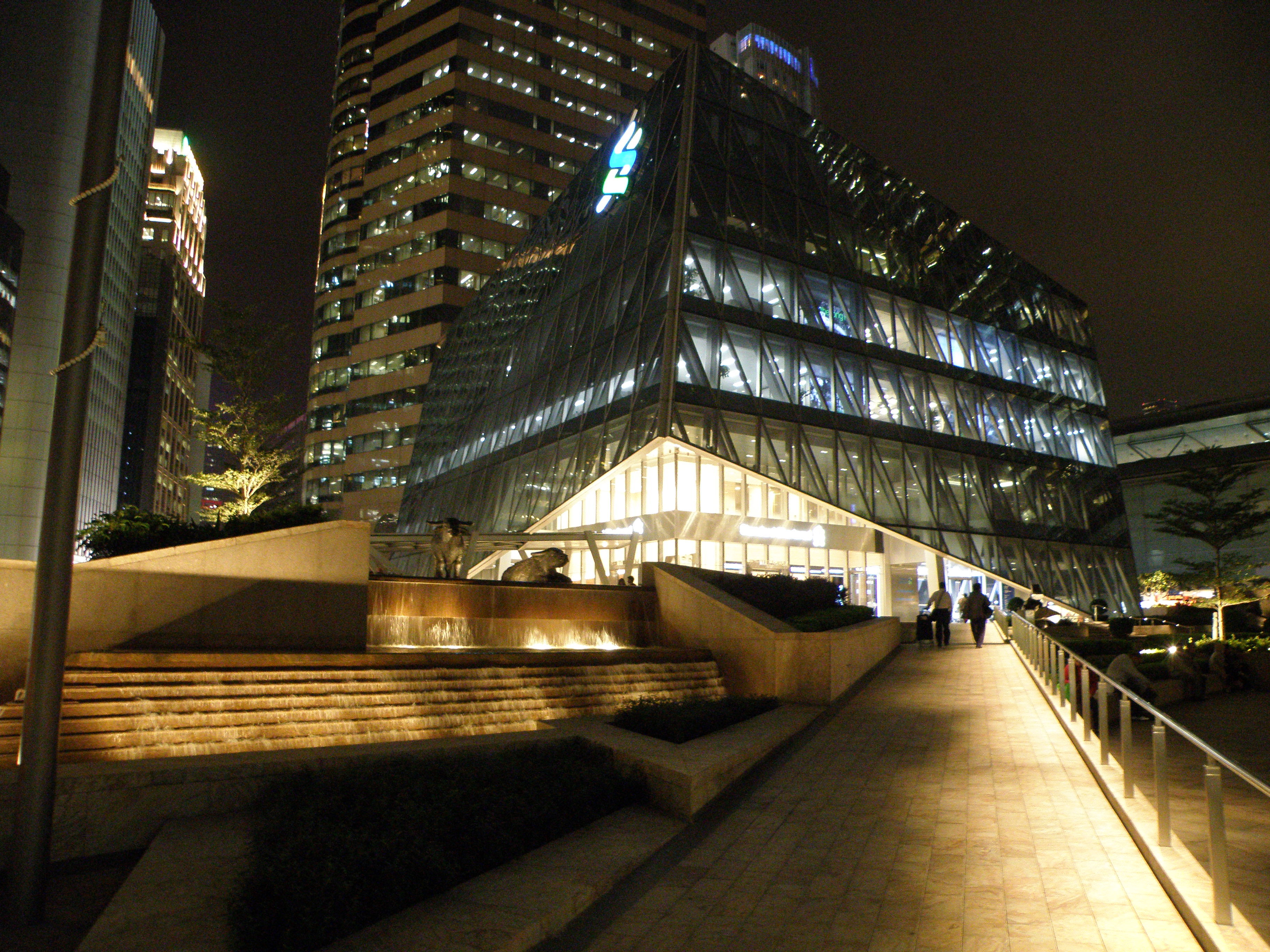
交易廣場分行又名交易廣場富臨閣
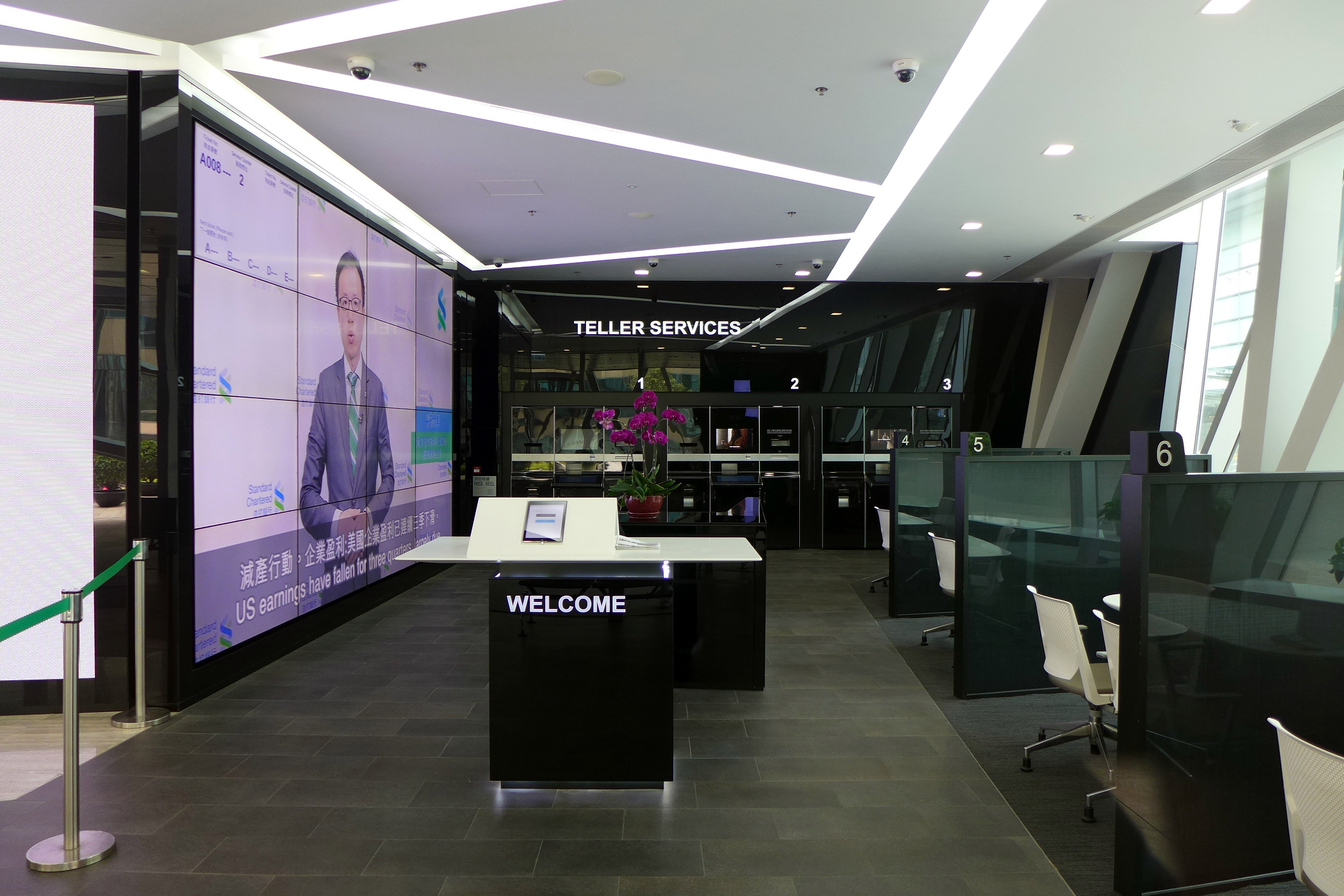
中環交易廣場富臨閣財富管理中心
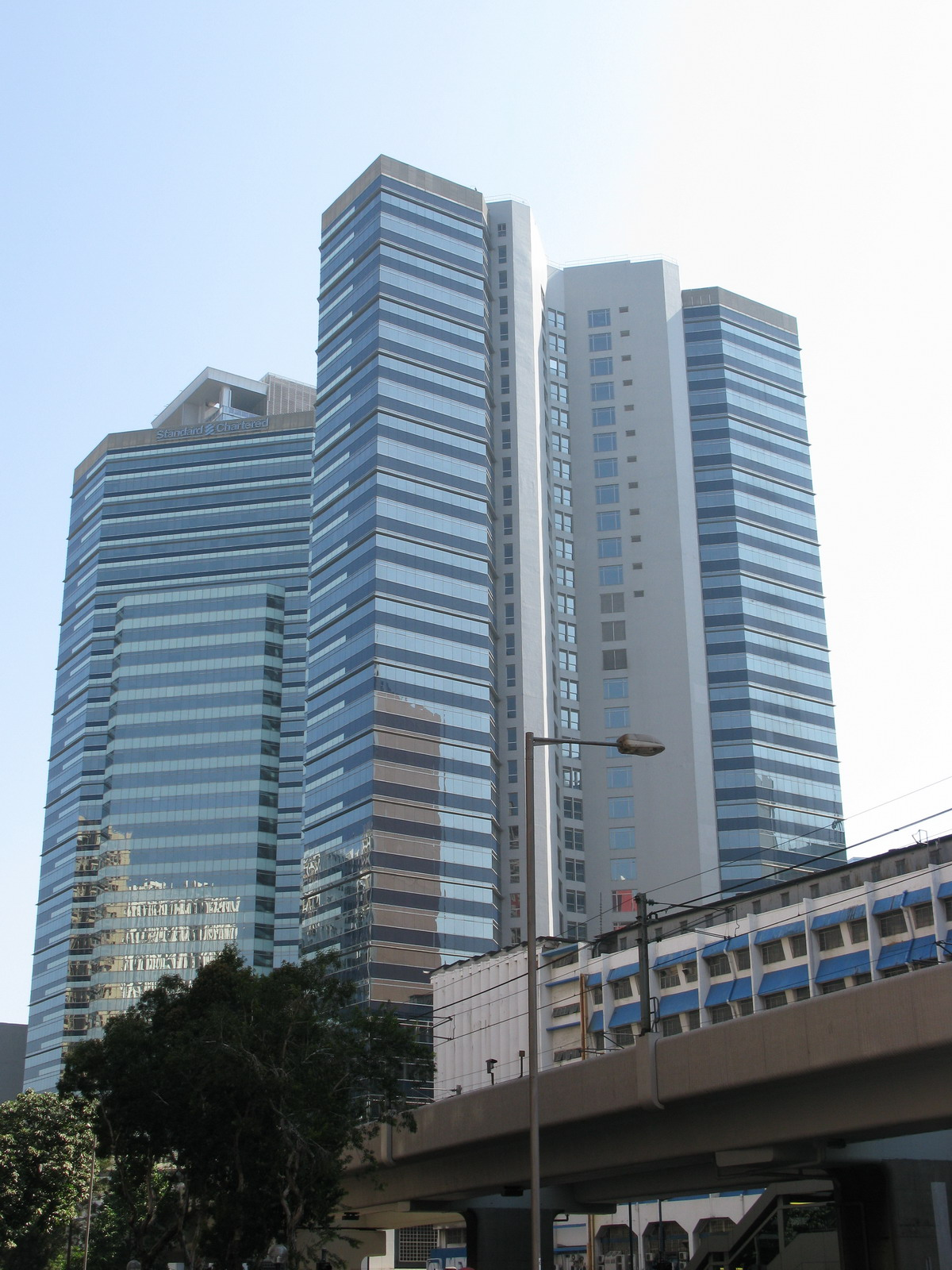
1998年落成的創紀之城一期，其中一座為渣打中心
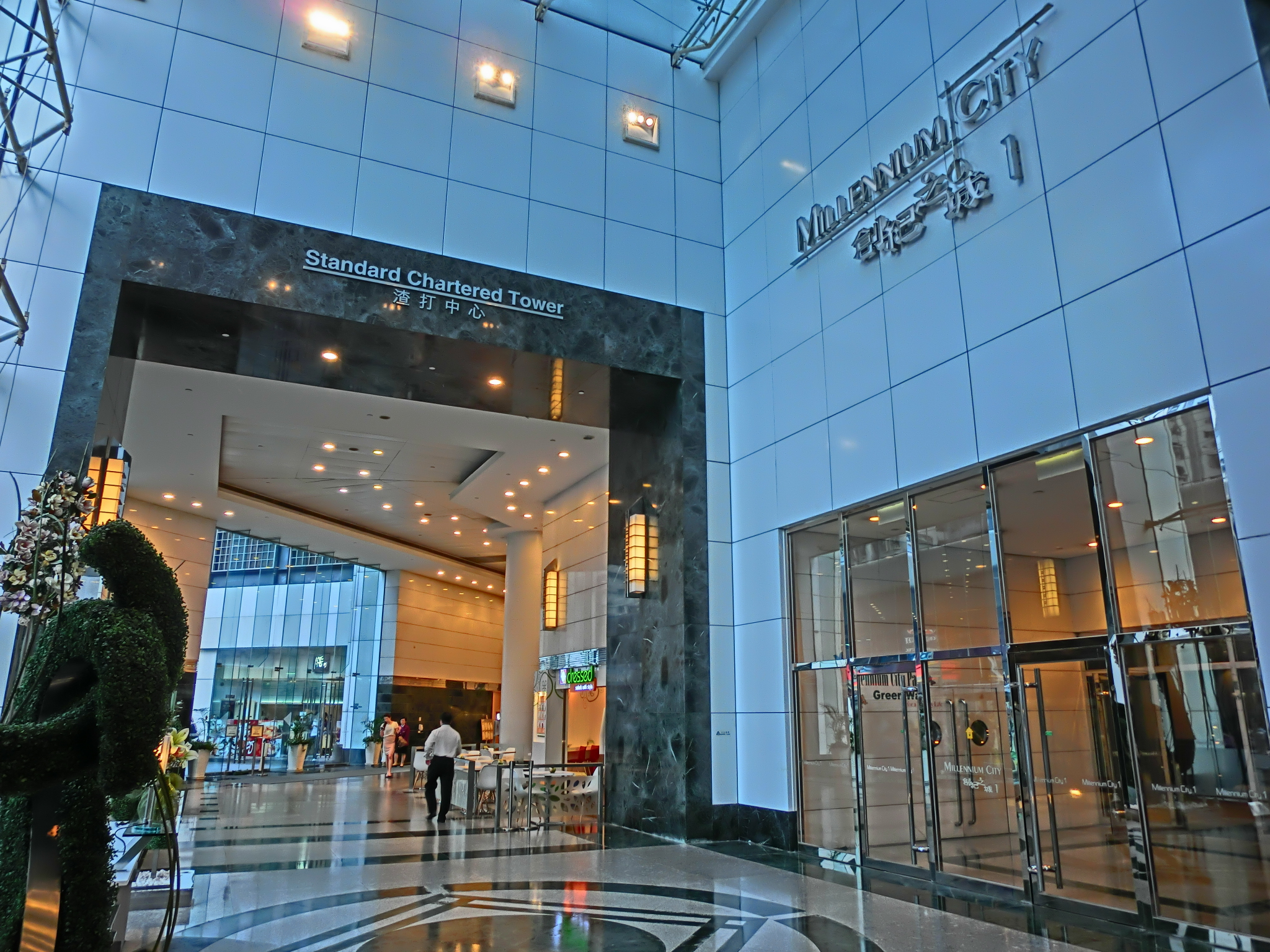
渣打中心位於觀塘創紀之城一期，為渣打香港的主要營運中心
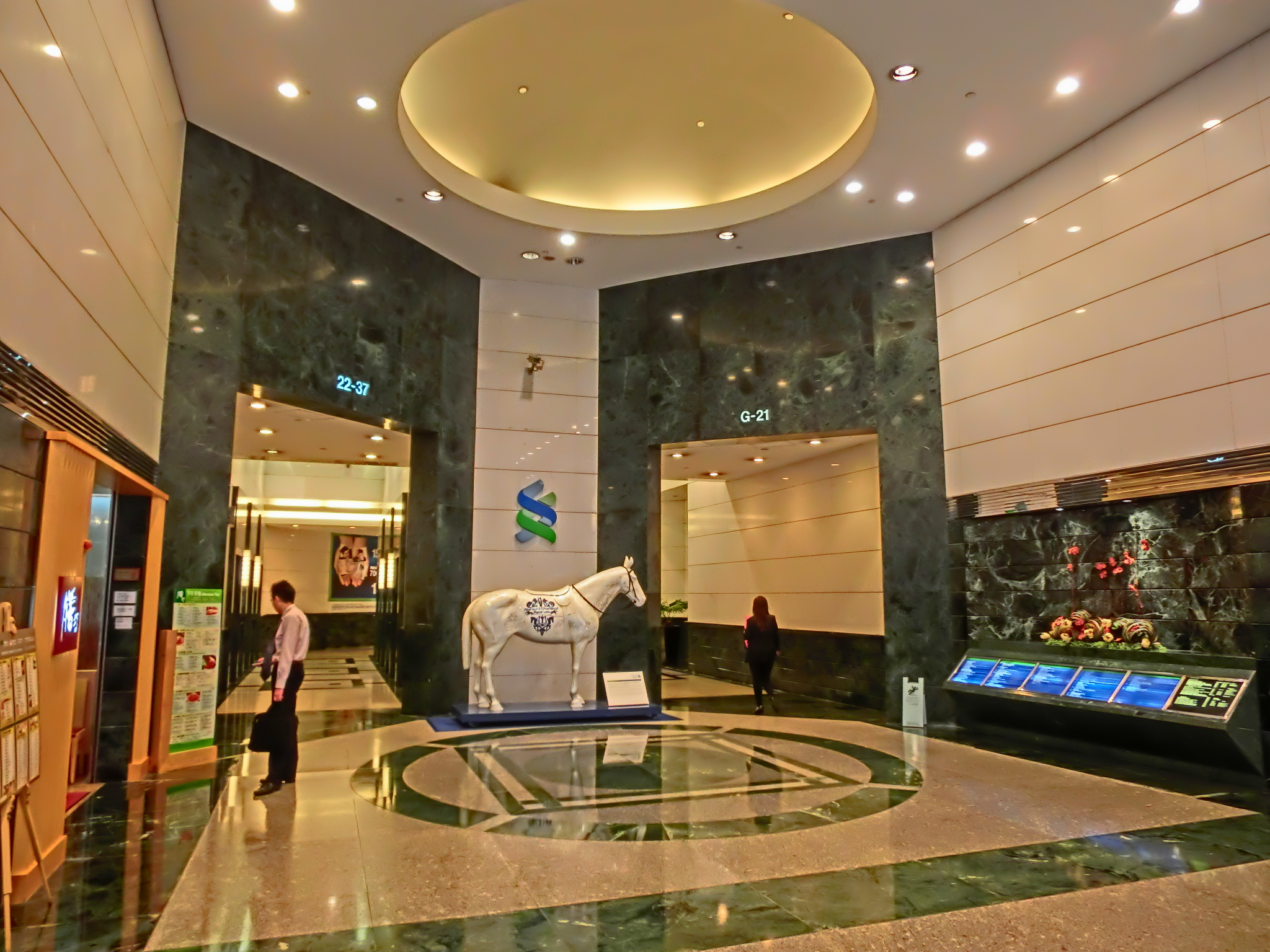
渣打中心地下大堂
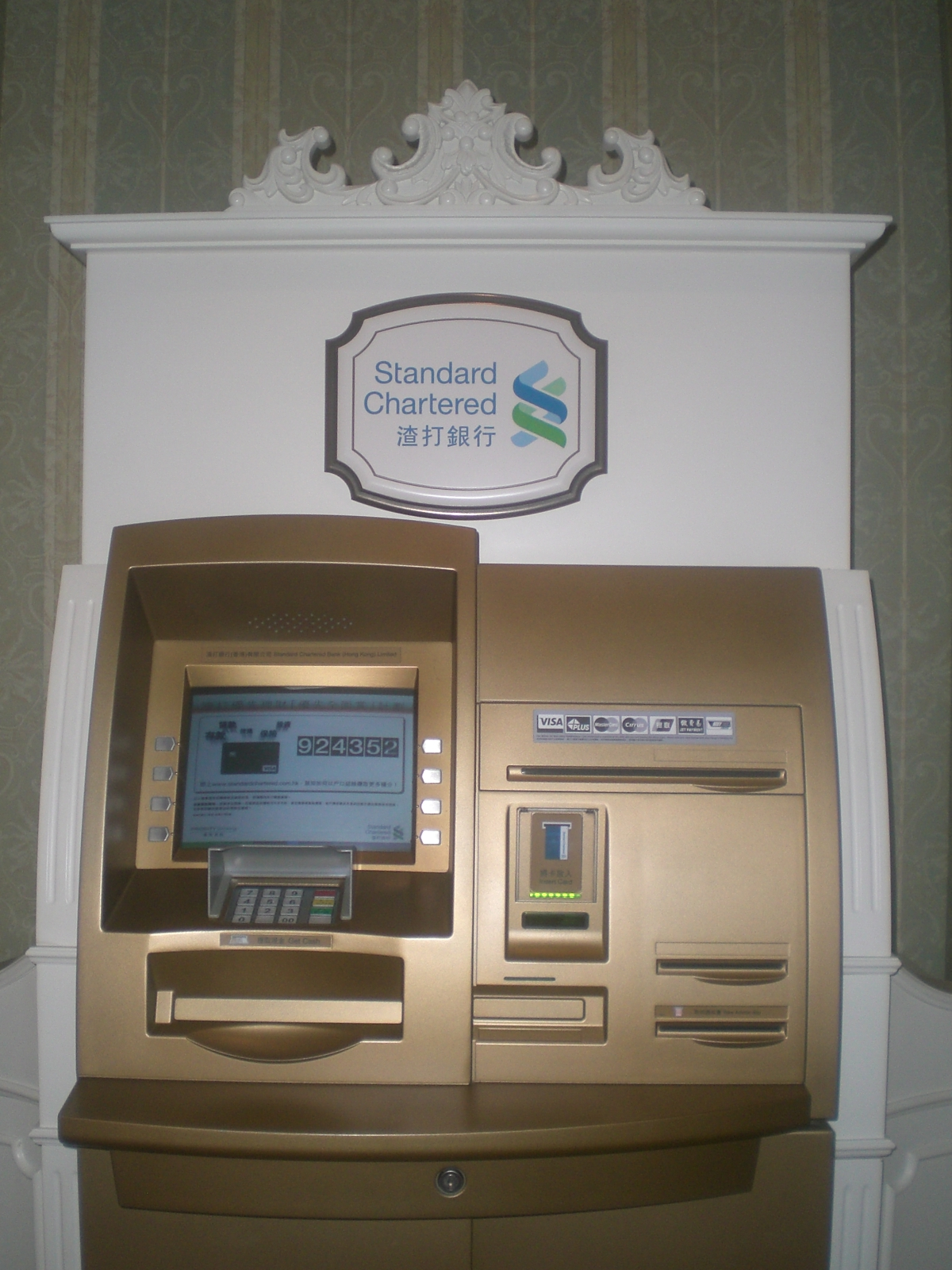
香港迪士尼樂園酒店的渣打銀行自動櫃員機

## 外部連結
- 渣打銀行香港 （页面存档备份，存于）
- 渣打銀行（香港）有限公司（合併）條例草案 （页面存档备份，存于）